# Gaslaser
Een gaslaser is een laser waarbij het actieve medium uit gas bestaat. Dit staat dus in tegenstelling tot een vastestoflaser of een vloeistoflaser.
Voorbeelden van de gaslaser zijn de koolstofdioxidelaser, de helium-neonlaser en de argonlaser. In principe zijn metaaldamplasers ook gaslasers.